# Wolseley 6/99
O  Wolseley 6/99  é uma família de modelos de porte grande da British Motor Corporation.